# NGC 2966
NGC 2966 је спирална галаксија у сазвежђу Секстант која се налази на NGC листи објеката дубоког неба.
Деклинација објекта је + 4° 40' 25" а ректасцензија 9h 42m 11,4s. Привидна величина (магнитуда) објекта NGC 2966 износи 13,0 а фотографска магнитуда 13,8. NGC 2966 је још познат и под ознакама UGC 5181, MCG 1-25-13, MK 708, IRAS 09395+0454, CGCG 35-33, NPM1G +04.0213, PGC 27734.